# Дајем реч...
Дајем реч... је студијски албум српског фолк певача Мирослава Илића. Албум је објављен 2005. године за издавачку кућу ПГП РТС, а доступан је био на касети и компакт-диску.

## Списак песама
| №               | Назив                 | Аутор(и)                                            | Трајање |  |
| 1.              | Дајем реч...          | Р. Бабић (т), М. Мијатовић (м), З. Тутуновић (а)    | 3:11    |  |
| 2.              | Увек си ми фалила     | В. Петковић (т), М. Мијатовић (м), З. Тутуновић (а) | 3:32    |  |
| 3.              | Оф, Јано, Јано        | П. Живковић Тозовац (т, м), З. Тутуновић (а)        | 3:08    |  |
| 4.              | Отвори ми врата раја  | Р. Бабић (т), М. Мијатовић (м, а)                   | 3:10    |  |
| 5.              | Славујева песма       | П. Танасијевић (т, м), З. Тутуновић (а)             | 2:51    |  |
| 6.              | Није живот једна жена | П. Вуковић (т, м, а)                                | 3:37    |  |
| 7.              | Срели смо се у априлу | П. Вуковић (т, м, а)                                | 4:10    |  |
| 8.              | Врцкај се, врцкај се  | Р. Бабић (т), Д. Александрић (м), З. Тутуновић (а)  | 3:12    |  |
| Укупно трајање: | Укупно трајање:       | Укупно трајање:                                     | 26:51   |  |

| №   | Назив                          | Аутор(и)                                            | Трајање |  |
| 9.  | Покидаћу ланце (А5 на касети)  | М. Цветковић (т), Р. Крстић (м), М. А. Кемиш (м, а) | 3:37    |  |
| 10. | Прошлост моја (А6 на касети)   | Ж. Суботић (т, м), М. А. Кемиш (а)                  | 4:48    |  |
| 11. | Балада о нама (Б5 на касети)   | М. Ж. Илић (т), Д. Александрић (м, а)               | 4:25    |  |
| 12. | Тамо је завичај (Б6 на касети) | С. Покрајац (т), Д. Александрић (м, а)              | 3:18    |  |
| 13. | Сузе на перону                 | З. Матић (т), Д. Александрић (м, а)                 | 3:11    |  |
| 14. | Сладак шећер                   | Р. Бабић (т), Д. Александрић (м, а)                 | 3:09    |  |

## Пратећи музичари
- Оркестар Мише Мијатовића — оркестар
- Елеонора Баруџија — пратећи вокали
- Снежана Ђуришић — пратећи вокали
- Миша Мијатовић — хармоника
- Бора Дугић — фрула
- Ивица Максимовић — гитара, бузуки
- Добрица Васић — виолина

## Остале заслуге
- Миша Мијатовић — продуцент
- Мики Тодоровић — тонски сниматељ
- Горан Караичић — дизајн омота
- Зоран Тутуновић — програмирање